# Oracle Spatial
Oracle Spatial (dále jen Spatial) je integrovaná množina funkcí a procedur, které umožňují uložení, přístup a analýzu prostorových dat rychlým a efektivním způsobem v databázi Oracle. Spatial je dostupný pouze v edici Enterprise.
Spatial se skládá z následujících komponent:
- Schématu předepisujícího ukládání, syntaxi a sémantiku podporovaných geometrických datových typù.
- Mechanismu prostorového indexování.
- Množiny operátorù a funkcí pro provádění prostorových dotazů a analýz.
- Podpůrných utilit.

## Objektově-relační model
Spatial podporuje mimo jiné objektově-relační model uložení prostorových dat. Pro uložení prostorových dat využívá objektového datového typu SDO_GEOMETRY. V jedné tabulce jsou tak pro prvek popisná data uložena společně s prostorovými. Výhody nabízené objektově-relačním modelem jsou především:
- Podpora mnoha geometrických typů, např. oblouků, kružnic, liniových řetězců či polygonů.
- Snadné použití při vytváření a údržbě prostorových indexů a dotazů.
- Uložení geometrických popisů prvků v jednom řádku a jednom sloupci tabulky.
- Optimální výkon.